# Bureau d’Enquêtes et d’Analyses pour la sécurité de l’aviation civile

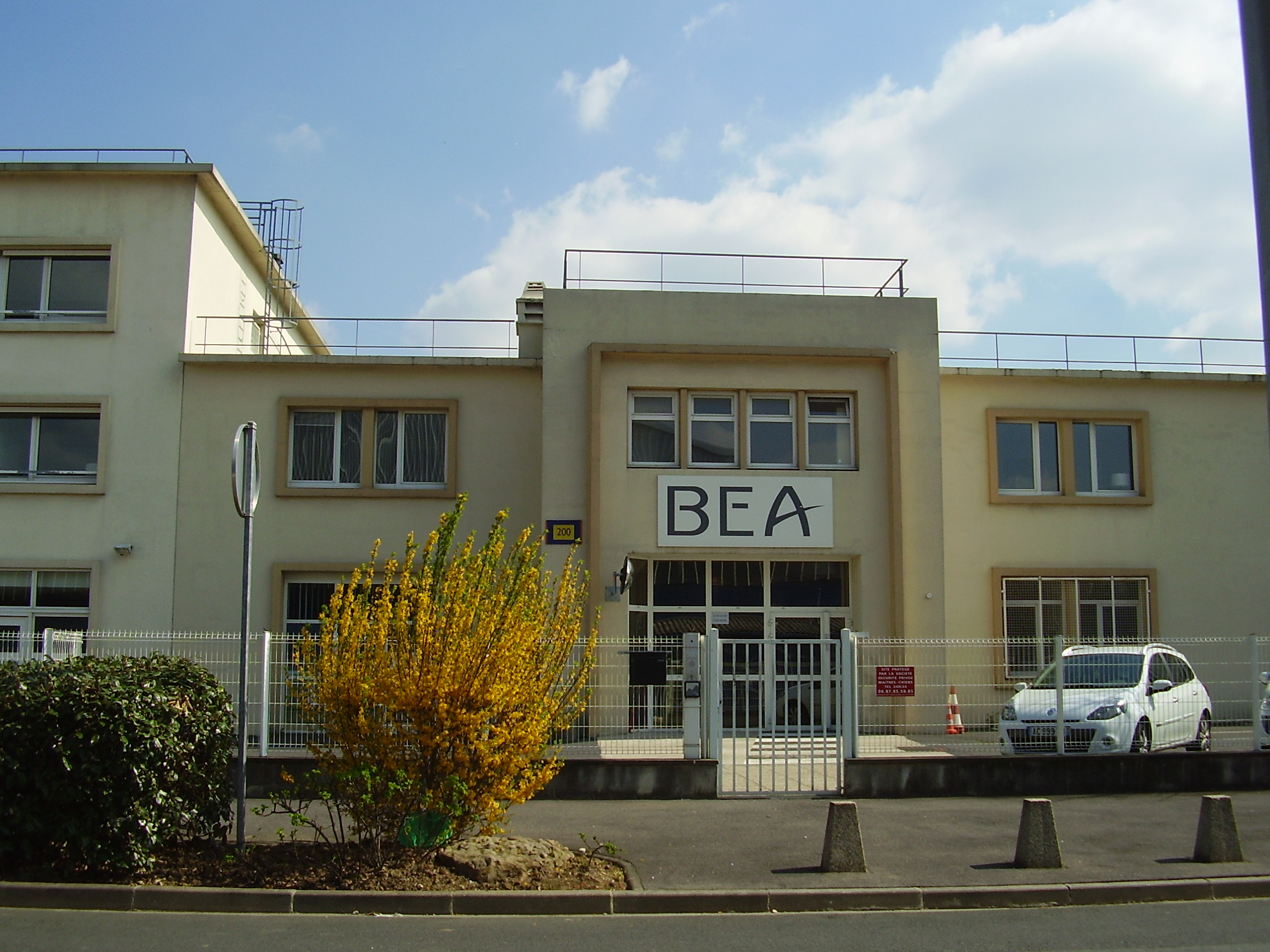
BEA-Gebäude in Le Bourget

Das BEA (Bureau d’enquêtes et d’analyses pour la sécurité de l’aviation civile, deutsch Untersuchungs- und Analysebüro für die Sicherheit der zivilen Luftfahrt) ist die 1946 errichtete französische Untersuchungsbehörde für Flugunfälle und Störungen, ähnlich der deutschen Bundesstelle für Flugunfalluntersuchung. Der Sitz ist am Flughafen Le Bourget in der Nähe von Paris.

## Geschichte
Seine rechtliche Grundlage basiert auf EU-Ebene auf der Richtlinie 94/56/EG des Rates vom 21. November 1994 über Grundsätze für die Untersuchung von Unfällen und Störungen in der Zivilluftfahrt, Abkommen der ICAO sowie nationalen Gesetzen. Aufgabe des BEA ist es, Flugunfälle wie Abstürze und Zwischenfälle wie Beinahezusammenstöße objektiv aus technischer Sicht zu untersuchen, ohne dabei eventuelle juristische Ermittlungen zu beeinflussen. Ziel der Ermittlungen ist es, die Umstände zu klären, die zu der Störung geführt haben um gegebenenfalls Sicherheitshinweise zu veröffentlichen, um zukünftige Unfälle zu vermeiden.
Das BEA ist für Unfälle auf französischem Territorium (inklusive der Übersee-Départements wie Französisch-Guayana oder Martinique) sowie für Unfälle im Ausland mit französischer Beteiligung zuständig. „Französische Beteiligung“ bedeutet, das verunfallte Flugzeug:
- ist in Frankreich registriert, oder
- ist in Frankreich konstruiert oder gebaut worden (wie Airbus, ATR, Dassault, Eurocopter)[3] oder
- ist von einem französischen Flughafen gestartet

Bei Unfällen französischer Luftfahrzeuge im Ausland arbeitet das BEA eng mit der entsprechenden Behörde des jeweiligen Landes zusammen. Laut eigener Angabe leitet das BEA pro Jahr rund 250 Untersuchungen zu Unfällen und Störungen in der Luftfahrt auf französischem Gebiet. Darüber hinaus kann das BEA tätig werden, wenn es aus dem Ausland um Unterstützung gebeten wird. Nach dem Absturz von Ethiopian-Airlines-Flug 302 baten die äthiopischen Behörden um Mithilfe bei der Auswertung der Flugschreiber, die dazu nach Paris gebracht wurden.

## Untersuchungen des BEA (Auswahl)
- Germanwings-Flug 9525
- Air-France-Flug 4590
- Air-France-Flug 447
- Egypt-Air-Flug 804